# Fosa de Java

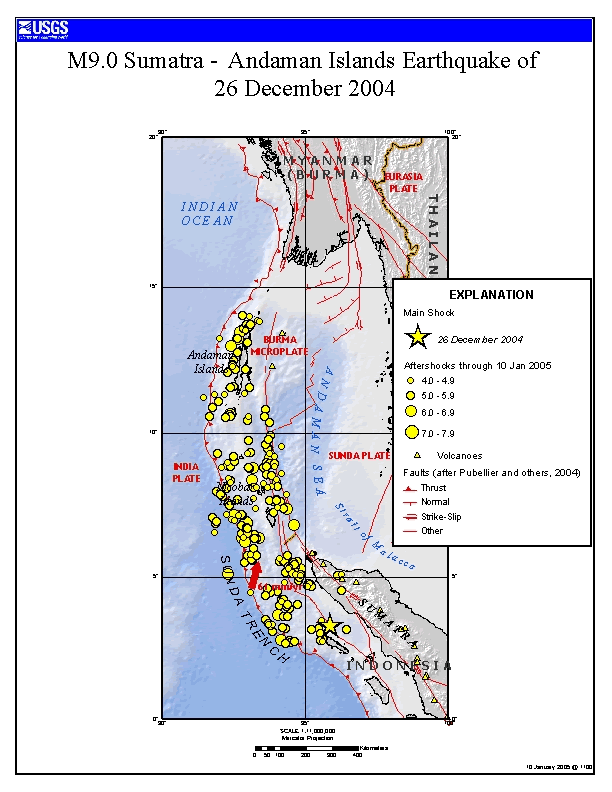
Fosa de Java.

La fosa de Java o fosa de la Sonda es una fosa oceánica situada en el océano Índico, al sur del archipiélago de la Sonda, en Indonesia; por ello también es conocida como la fosa de la Sonda. Se extiende a lo largo de unos 4500 km en dirección noroeste-sureste y alcanza los 7.125 m de profundidad, la mayor del océano Índico. 
La subducción de la placa del océano Índico bajo las islas de Indonesia provoca que haya numerosos terremotos, siendo la fosa de Java uno de los bordes geológicos más activos y con mayor número de volcanes.

## Exploración
Algunas de las primeras exploraciones de la fosa ocurrieron a fines de la década de 1950 cuando Robert Fisher, geólogo investigador de la Scripps Institution of Oceanography, reconoció la fosa como parte de una amplia exploración de campo científica del suelo oceánico y de la estructura de la corteza sub-oceánica del mundo. El sondeo con  bomba, el análisis del tren de eco y el manómetro fueron algunas de las técnicas utilizadas para determinar la profundidad de la fosa. La investigación contribuyó a una comprensión de la característica de la subducción de los márgenes del Pacífico. Diversas agencias han explorado la fosa después del terremoto de 2004, y estas exploraciones han revelado cambios extensos en el fondo del océano.

## Descenso tripulado

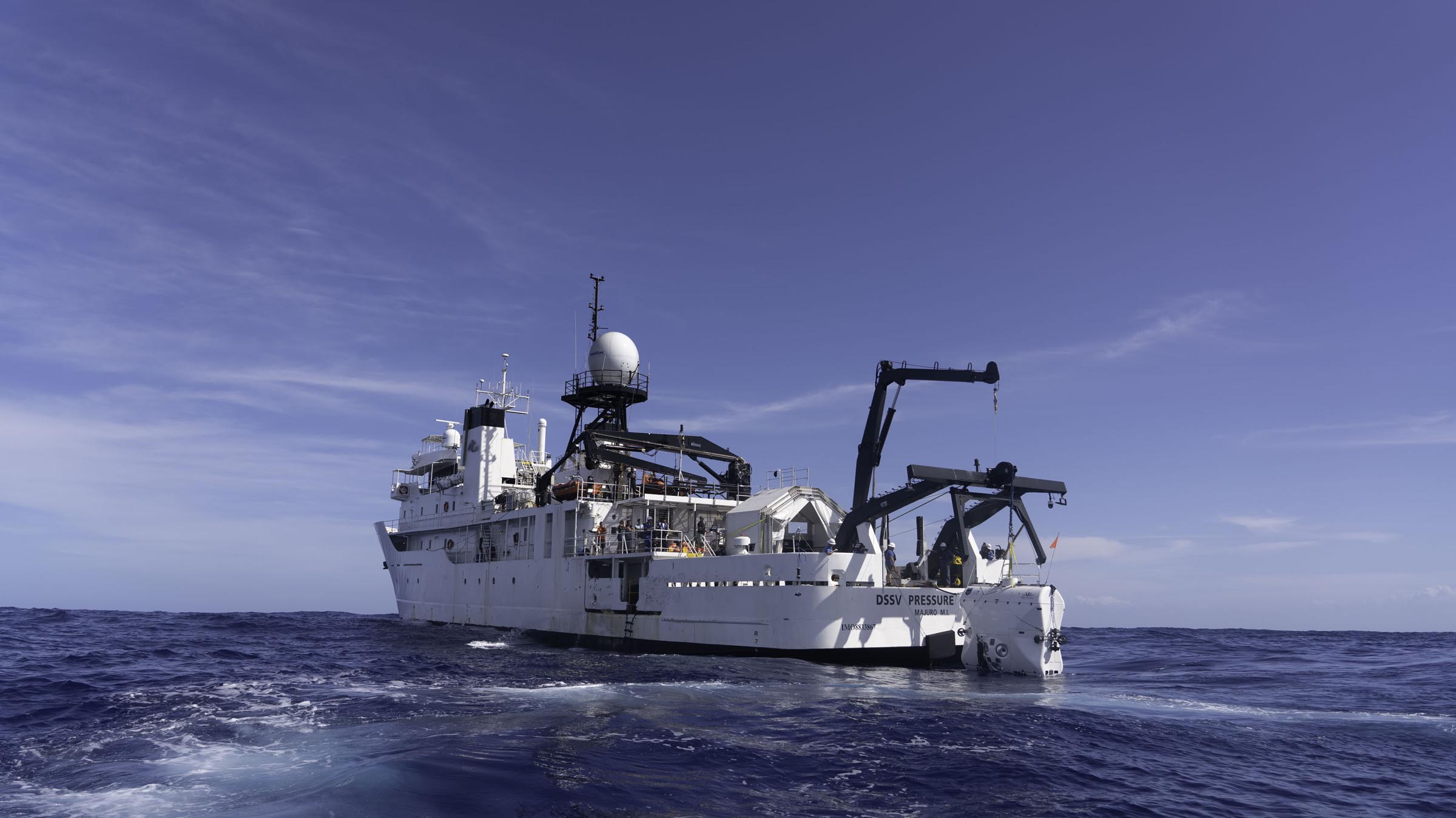
Buque de soporte del sumergible profundo DSSV Pressure Drop y el DSV Limiting Factor, en su popa

El 5 de abril de 2019, Victor Vescovo (n. 1966) —inversor estadounidense de capital privado, oficial naval retirado y explorador submarino— realizó el primer descenso tripulado hasta el punto más profundo de la fosa en el vehículo de inmersión profunda  DSV Limiting Factor  (un modelo sumergible Triton 36000/2) y midió una profundidad de 7192 m ± 13 m a  11°7'44" S, 114°56'30" E. El área de operaciones fue inspeccionada por el barco de apoyo, el buque de soporte sumergible profundo DSSV Pressure Drop, con un sistema de ecosonda multihaz Kongsberg SIMRAD EM124. Los datos recopilados serán donados a la iniciativa GEBCO Seabed 2030. La inmersión fue parte de la Five Deeps Expedition. El objetivo de esta expedición es cartografiar  el fondo y visitar los puntos más profundos de los cinco océanos del mundo para fines de septiembre de 2019.
Para resolver el debate sobre el punto más profundo del océano Índico, la Zona de Fractura de Diamantina fue inspeccionada por la Expedición Five Deeps en marzo de 2019, registrando una profundidad máxima del agua de 7019 m ±17 m en 33°37'52" S, 101°21'14" E, por el Dordrecht Deep.